# بلندآوای شکم‌حنایی
بلندآوای شکم‌حنایی (نام علمی: Lalage aurea) گونه‌ای از پرندگان خانواده کوکوسنگ‌چشم (Campephagidae) و بومی ملوک شمالی در اندونزی است. زیستگاه طبیعی آن جنگل‌های جلگه‌ای نمناک نیمه‌گرمسیری یا گرمسیری و جنگل‌های حرا نیمه‌گرمسیری یا گرمسیری است.